# Structured Analysis and Design Technique
Die Structured Analysis and Design Technique (SADT) ist eine Methode zur Softwareentwicklung, die 1977 von Douglas T. Ross publiziert wurde. Ein Abkömmling davon ist IDEF.

SADT-Basiselement

Basiselement der Modellierung ist die Funktion, dargestellt als Rechteck, die Eingangsgrößen (engl. Input, Pfeile von links) in die Ausgangsgrößen (engl. Output, Pfeile nach rechts) transformiert. Für die Ausführung werden Mechanismen (engl.  Mechanisms, Pfeile von unten) benötigt, zum Beispiel Ressourcen. Weitere Einflüsse oder Störgrößen (Control) werden als Pfeile von oben dargestellt.
Mehrere Funktionen können hintereinander ausgeführt werden, in der eine Ausgangsgröße der einen Funktion mit der Eingangsgröße der anderen verbunden wird.
Die schrittweise Modellierung kann top-down erfolgen. Eine Funktion wird hierbei hierarchisch zerlegt, d. h. eine Funktion einer Ebene, wird in der nächsten Ebene als Verschaltung mehrerer Teilfunktion dargestellt.